# Grammy Awards 1982
La 24ª edizione dei Grammy Awards si è svolta il 24 febbraio 1982 presso lo Shrine Auditorium di Los Angeles.

## Vincitori e candidati

### Categorie principali

#### Registrazione dell'anno
- Bette Davis Eyes - Kim Carnes; Val Garay (produttore)
- Arthur's Theme (Best That You Can Do) - Christopher Cross; Michael Omartian (produttore)
- (Just Like) Starting Over - John Lennon; John Lennon, Yoko Ono e Jack Douglas (produttori)
- Endless Love - Diana Ross e Lionel Richie; Lionel Richie (produttore)
- Just the Two of Us - Grover Washington Jr. e Bill Withers; Ralph MacDonald e Grover Washington Jr. (produttori)

#### Canzone dell'anno
- Bette Davis Eyes, scritta da Donna Weiss e Jackie DeShannon, cantata da Kim Carnes
- Arthur's Theme (Best That You Can Do), scritta da Peter Allen, Burt Bacharach e Carole Bayer Sager, cantata da Christopher Cross
- Endless Love, scritta da Lionel Richie, cantata da Diana Ross e Lionel Richie
- Just the Two of Us, scritta da Bill Withers, William Salter e Ralph MacDonald, cantata da Bill Withers ed eseguita da Grover Washington Jr.
- 9 to 5, scritta e cantata da Dolly Parton

#### Album dell'anno
- Double Fantasy - John Lennon e Yōko Ono
- Mistaken Identity - Kim Carnes
- Breakin' Away - Al Jarreau
- The Dude - Quincy Jones
- Gaucho - Steely Dan

#### Miglior artista esordiente
- Sheena Easton
- Luther Vandross
- Go-Go's
- James Ingram
- Adam & the Ants

### Pop

#### Miglior interpretazione pop vocale femminile
- Lena Horne - Lena Horne: The Lady and Her Music
- Kim Carnes - Bette Davis Eyes
- Sheena Easton - For Your Eyes Only
- Juice Newton - Angel of the Morning
- Olivia Newton-John - Physical

#### Miglior interpretazione pop vocale maschile
- Al Jarreau - Breakin' Away
- Christopher Cross - Arthur's Theme (Best That You Can Do)
- John Lennon - Double Fantasy
- James Ingram - Just Once
- Bill Withers - Just the Two of Us

#### Miglior interpretazione pop vocale di un gruppo/duo
- The Boy from New York City - The Manhattan Transfer

### Produzione

#### Produttore dell'anno, non classico
- Quincy Jones[2]
- Val Garay
- Arif Mardin
- Lionel Richie
- Robert John "Mutt" Lange e Mick Jones

### R&B

#### Miglior canzone R&B
- Just the Two of Us, scritta da Bill Withers, William Salter e Ralph MacDonald, eseguita da Grover Washington, Jr. e Bill Withers
- Ai No Corrida, scritta da Chas Jankel e Kenny Young, eseguita da Quincy Jones
- Lady (You Bring Me Up), scritta da Harold Hudson, William King e Shirley King, eseguita da Commodores
- She's a Bad Mama Jama, scritta da Leon Haywood, eseguita da Carl Carlton
- When She Was My Girl, scritta da Marc Blatte e Larry Gottlieb, eseguita da Four Tops

### Rock

#### Miglior interpretazione rock vocale femminile
- Pat Benatar - Fire and Ice
- Donna Summer – Cold Love
- Stevie Nicks – Edge of Seventeen
- Yōko Ono – Walking on Thin Ice
- Lulu – Who's Foolin' Who

#### Miglior interpretazione rock vocale maschile
- Rick Springfield - Jessie's Girl
- Gary U.S. Bonds – Dedication
- Rick James – Super Freak
- Bruce Springsteen – The River
- Rod Stewart – Young Turks

#### Miglior interpretazione rock vocale di un gruppo/duo
- The Police - Don't Stand So Close to Me
- Foreigner – 4
- Stevie Nicks con Tom Petty and the Heartbreakers – Stop Draggin' My Heart Around
- REO Speedwagon – Hi Infidelity
- The Rolling Stones – Tattoo You